# Gil Dias
Gil Bastião Dias (* 28. September 1996 in Gafanha da Nazaré) ist ein portugiesischer Fußballspieler, der beim FC Famalicão unter Vertrag steht.

## Karriere
Dias spielte in der Jugend für GD Gafanha, Sporting Lissabon und AD Sanjoanense, bevor er 2013 zu Sporting Braga ging. Er wechselte 2015 zum AS Monaco. Die Monegassen haben Dias daraufhin zunächst in seine Heimat an Varzim SC und Rio Ave FC verliehen sowie nach Italien zum AC Florenz. Weitere Leihgeschäfte führten ihn zu Nottingham Forest, Olympiakos Piräus, dem FC Granada und dem FC Famalicão. 2021 verließ er Monaco endgültig und schloss sich Benfica Lissabon an.
Am 30. Januar 2023 wechselte Dias zum VfB Stuttgart und unterzeichnete bei den Schwaben einen bis Juni 2025 datierten Vertrag. Sein Debüt in der Bundesliga gab er am 5. Februar 2023 (19. Spieltag) bei der 0:2-Niederlage im Heimspiel gegen Werder Bremen. Sein erstes Bundesligator erzielte er am 18. Februar 2023 (21. Spieltag) beim 3:0-Sieg im Heimspiel gegen den 1. FC Köln mit dem Treffer zum 1:0 in der neunten Minute.
Am 4. September 2023 wechselte Dias auf Leihbasis zum polnischen Erstligisten Legia Warschau. Im Sommer 2024 kehrte er zunächst nach Stuttgart zurück, wechselte dann allerdings zu seinem früheren Verein FC Famalicão.